# 読売新聞ビル
読売新聞ビル（よみうりしんぶんビル、英: The Yomiuri Shimbun Building）は、東京都千代田区大手町にあるビル。読売新聞ビルは読売新聞グループ本社及び読売新聞東京本社などが入居するオフィスビルでありながら、劇場型ホールを併設している。建物の高さは200メートルであり、大手町地区では2021年に完成した常磐橋タワー（TOKYO TORCH）の212mに次ぐ高さを誇る。現在の読売新聞ビルは二代目の読売新聞グループ本社ビルであり、初代社屋の敷地に建設。
また毎年正月に開催の東京箱根間往復大学駅伝競走の発着点として使われ、レリーフには歴代総合優勝校名が刻まれている。

## 建築概要
2010年3月31日、読売新聞グループ本社は老朽化していた大手町社屋を、2014年はじめをめどに建て替えると発表。新社屋の設計監理は日建設計、施工は清水建設が手掛けることが決まり、2011年8月に着工、2013年11月に完成し、翌2014年1月6日に開業した。新社屋が完成するまでは、東銀座にある日産自動車旧社屋（現：銀座6丁目-SQUARE）に仮社屋が置かれた。
読売新聞ビルは開かれたオフィスビルとなっており、低層部に薬局、保育施設、多目的ホール、診療所などの施設が入り、8階がメディア関連部門、9～11階に新聞の編集部門、12～33階がグループ本社や中央公論新社、読売巨人軍のオフィスが置かれ、19～24階はテナントフロアとして貸し出されている。低層部の屋上には屋上庭園を設置し、環境にも配慮。また、ビルは2台の2,000kWの非常用発電機を備え、最大1,060人の帰宅困難者を受け入れるスペースを確保している。ほかに1階エントランスには、日本テレビに貸し出されていた横山大観の「霊峰富士」が、新社屋の竣工を期に戻り展示されている。

## 入居する企業・施設
- 読売新聞グループ本社
  - 読売新聞東京本社
  - 中央公論新社
  - 読売巨人軍 球団事務所
- よみうり大手町ホール
- よみうりギャラリー
- 読売クリニック
- よみうりショップ
- よみかきの森保育園

## よみうり大手町ホール
よみうり大手町ホール（よみうりおおてまちホール、Yomiuri Otemachi Hall）は、本ビルの3階から5階にある多目的ホール。主にコンサート、演劇、映画試写会、講演会などに使用されている。

## 初代大手町社屋

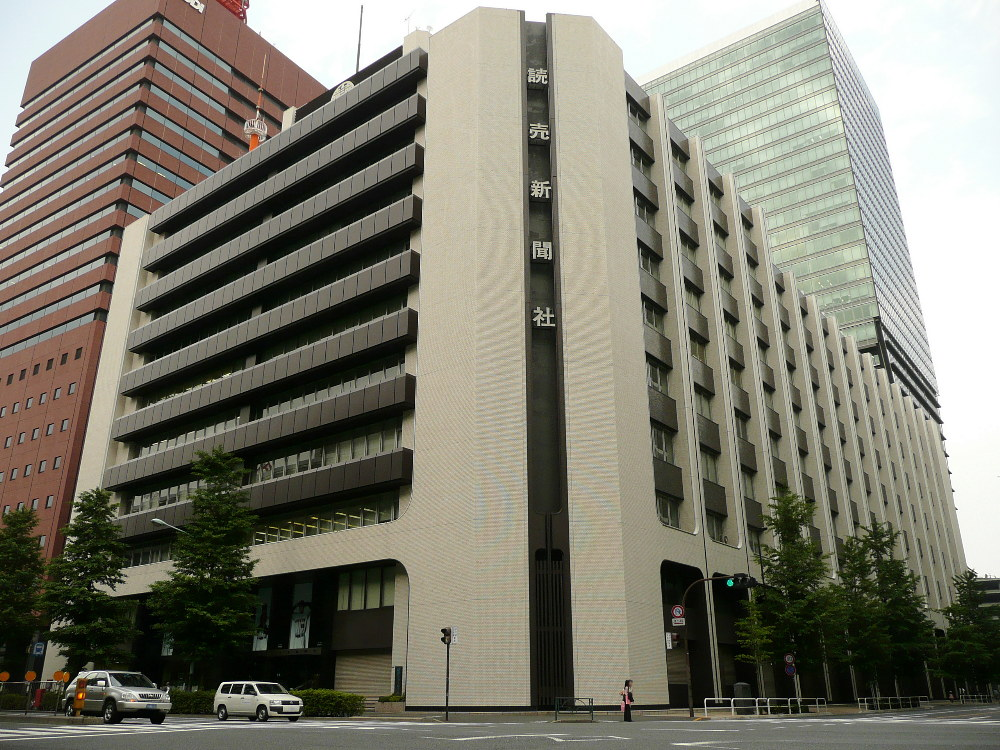
初代大手町本社ビル

読売新聞本社の社屋は、1877年から1923年までに銀座一丁目、1923年から1971年までに銀座三丁目に立地していた。しかし、業務の拡大とともに、スペースが次第に手狭になり、増築しても限界に近づきつつあった。そのため、1961年、読売新聞が大手町にある大蔵省国有財産局と関東財務局の跡地（面積6,100平方メートル）の払い下げを求めた。読売新聞社による払い下げはいったん認められたものの、同じく入札を参加した産経新聞社の水野成夫会長（当時）の反対、および正力松太郎社主（当時）が移転を反対していたことで進捗が滞り、1968年にやっと合意が成立した。
読売新聞本社は、1969年8月10日の読売新聞朝刊1面に、新社屋を大手町に建設することを正式に発表した。1971年10月、大手町社屋を竣工した。銀座から大手町への引越プロジェクトは、銀座の頭文字「G」と大手町の「O」をとり、「GO作戦」と命名された。初代大手町社屋は地下5階、地上10階建てのビルであり、地下2階と3階に印刷工場を設け、延べ床面積は6万8609㎡であった。社屋の設計監理は三菱地所、施工は清水建設と大成建設が担当した。1974年10月11日、昭和天皇と香淳皇后が大手町社屋を訪問した。
一時期日本テレビほかで放送されていた「読売新聞ニュース」のオープニングに出ていた時期もある。